# Атлас міст земного світу

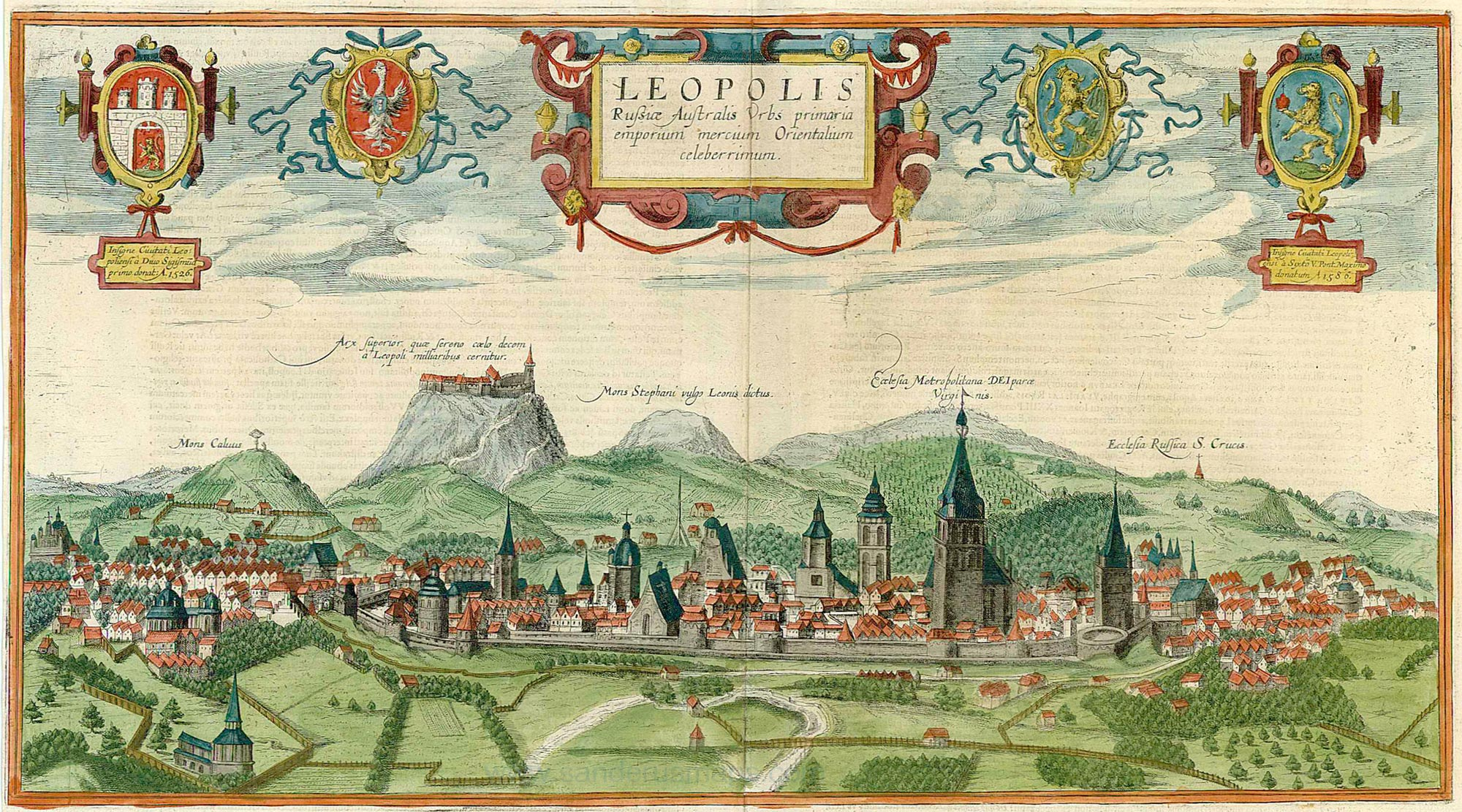
Львів (1618)

Атлас міст земного світу (лат. Civitates orbis terrarum) — перший атлас міст в історії світової картографії.

## Історія видання

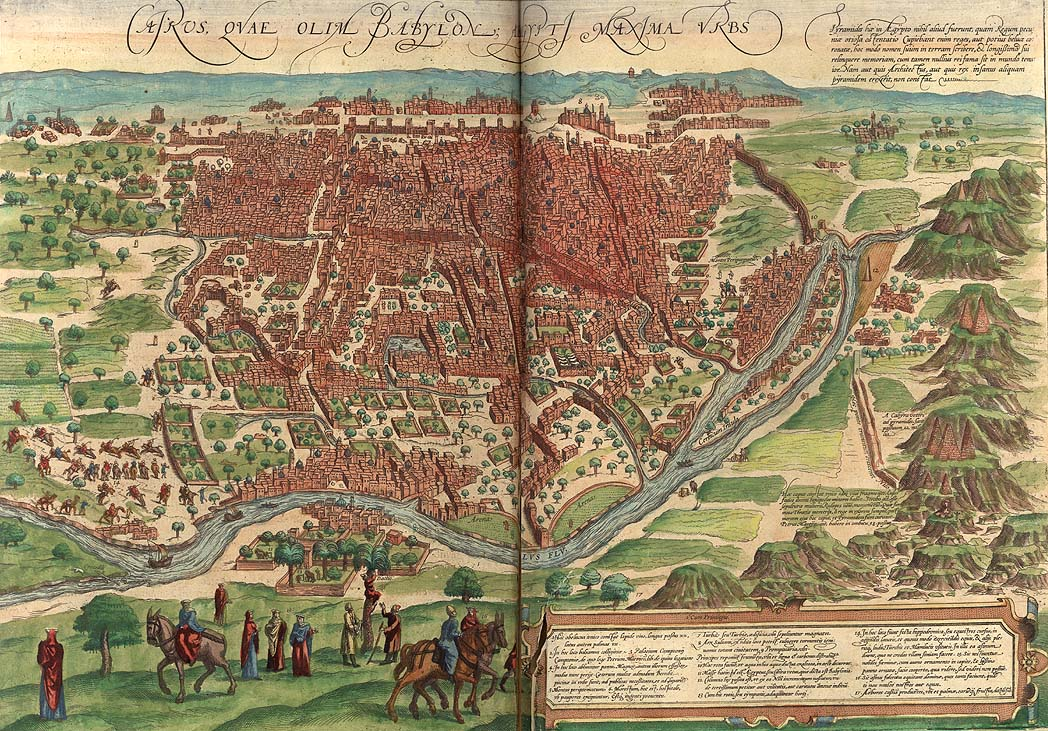
План Каїра

Атлас міст земного світу (Civitates Orbis Terrarum) побачив світ у XVI столітті (виходив впродовж 46 років — з 1572 по 1618 рр.).
Всього було видано шість томів. Автори атласу — гравер і видавець Франс Гогенберг і теолог Георг Браун. Атлас був опублікований у Кельні, але проте, належить до картографічної школи Антверпена. Крім того, з особистого листування авторів атласу відомо, що ідея створення атласу народилася саме в Антверпені. Атлас є другим за часом видання друкованим атласом.

## Зміст

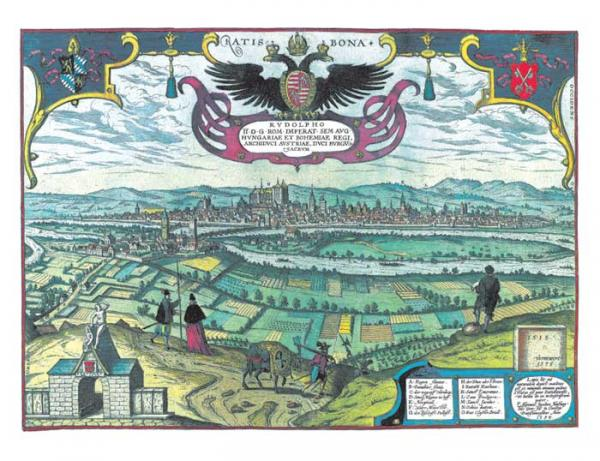
Околиці італійського міста Мола

Атлас складається з 552 планів, що гравіюються на міді і потім розфарбованих аквареллю. Атлас є набором перспективних планів «з висоти пташиного польоту», барвисті гравюри із зображенням пейзажів, міських будівель, фігур жителів в національних костюмах, виконані по малюнках художника і рисувальника Георга Гуфнагеля. Окрім цього, атлас містить плани, зроблені на основі геодезичних зйомок. Значна частина планів — плани європейських міст, оскільки території Африки, Південної Америки і Азії на момент створення атласу були недостатньо вивчені. Плани «з висоти пташиного польоту» — це детальні натурні замальовки панорамних видів міст з якої-небудь високої точки. Велику частину геодезичних зйомок виконав Якоб ван Девентер.

## Оформлення
Атлас є симбіозом досягнень науки свого часу і високого мистецтва голландських майстрів: карти розфарбовувалися вручну, витончено оформлені титульні листи, сторінки і обкладинки містять складні картуші.
Атлас відбиває стиль фламандської гравюри — вона практикувалася в нідерландських атласах.

## Доля видання
Після смерті Франса Гогенберга друкарські кліше атласу залишилися у Кельні, у володінні Абрама Гогенберга.
У 1653 р., після смерті А. Гогенберга, його спадкоємці продали кліше видавцеві книг і атласів Яну Янсзоону в Амстердамі.
У 1657 р. Янсзоон випустив атлас у восьми частинах у новій обробці: ілюстрації впорядковані по країнах, застарілі плани виключені і додана велика кількість нових гравюр.
У 1664 році після смерті Янсзоона гравюри стали власністю його зятя Йоаннеса Янсзоона ван Васберге, який використав частину з них для складання свого атласу, що з'явився у 1682 р.
У 1694 р. мідні кліше і інвентар Ван Вансберга придбані на аукціоні видавцем Федеріком де Вітому з Амстердама, відомого своїми численними картами і атласами. Він організував нове видання, яке було, у свою чергу, поповнено новими гравюрами.
Після Де Віта, на самому початку XVIII століття, мідні дошки атласу перейшли у власність видавця Пітера ван дер Аа. Він придбав їх в Лейдені і використав для атласу, який побачив світ в 1729 р. У цьому виданні було представлено гравюри з XVI по XVIII ст.
Після Ван дер Аа плани міст з вихідними відомостями Де Віта стають власністю видавничого дому Ковенса і Мортьє.

## Сучасне перевидання
- Браун Г., Хогенберг Ф. Атлас городов земного мира: в 6 т. — Факсимильное издание 1572—1618 гг. — СПб.: Альфарет, 2008.

## Ресурси Інтернету
- Вікісховище має мультимедійні дані за темою: Атлас міст земного світу
- Атлас міст Земного Світу (Civitates Orbis Terrarum)
- РНБ. Відділ картографії [Архівовано 29 січня 2010 у Wayback Machine.]